# 9378 Nancy-Lorraine
9378 Nancy-Lorraine eller 1993 QF3 är en asteroid i huvudbältet som upptäcktes den 18 augusti 1993 av den belgiske astronomen Eric W. Elst vid CERGA-observatoriet. Den är uppkallad efter den franska staden Nancy.
Asteroiden har en diameter på ungefär 12 kilometer och den tillhör asteroidgruppen Themis.